# Субагент
Субагент — лицо, которому прямой агент перепоручил полностью или частично свои функции по определенному поручению, полученному им от своего принципала.
В США этим термином описываются отношения между риелтором, занимающимся недвижимостью, и его/её агентами с приобретателем собственности.
Традиционно и до начала 1990-х годов, риелтор обычно предоставлял полный комплект услуг, за что получал комиссионное вознаграждение в соответствии с подписанным с продавцом соглашением, тем самым создавая отношения с фидуциарной обязанностью в соответствии с общим правом в большинстве штатов США. Продавец являлся клиентом риелтора.
Однако отношений между риелтором и покупателем не было, а агенты риелтора помогали покупателям. В такой ситуации в течение всего периода, во время которого покупатель осматривал объект сделки, заключался договор и в конечной стадии сделка завершалась так, что риелтор / агент действовал исключительно в качестве субагента продавца.